# Milan Rastislav Štefánik
Milan Rastislav Štefánik (Kosaras, 1880. július 21. – Pozsonyivánka, 1919. május 4.) politikus, diplomata és csillagász, a szlovák történelem jelentős alakja. Tomáš Garrigue Masaryk és Edvard Beneš mellett ő tekinthető Csehszlovákia egyik alapítójának.
Štefánik személyes mottója: „Hinni, szeretni és dolgozni.”

## Fiatal évei

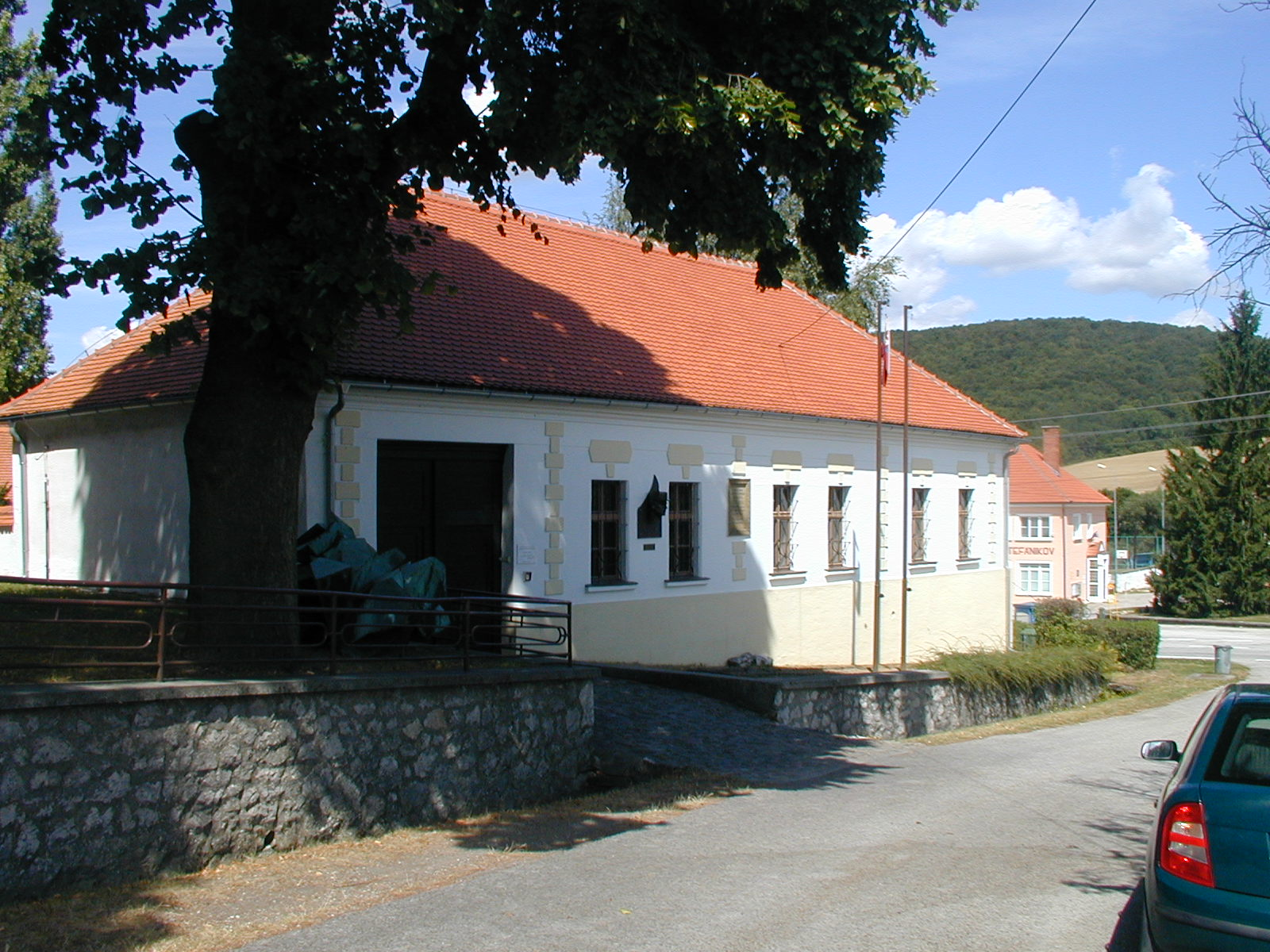
Štefánik kosarasi szülőháza

Az Osztrák–Magyar Monarchia területén született a Felvidék nyugati részén Miava közelében, tizenkét gyerekes szlovák családban hatodikként (két testvére korán meghalt). Édesapja Pavol Štefánik (vagyis Stefánik Pál) evangélikus lelkész, édesanyja Albertina Zuzana Jurenková. Apja tagja volt az akkori Szlovák Nemzeti Pártnak (amely nem azonos a mai Ján Slota-féle párttal, bár Slota szerint az ő pártja elődjének tekinthető), és gyerekeit is szlováknak nevelte.
Középiskolai tanulmányait a Pozsonyi Evangélikus Líceumban kezdte, majd három évvel később Sopronba költözött, ahol folytatta gimnáziumi tanulmányait; végül a Szarvasi Evangélikus Gimnáziumban szerzett érettségi bizonyítványt.
Középiskolai tanulmányainak befejeztével (1898) építészmérnöknek tanult Prágában a műszaki főiskolán, de 1900-ban átiratkozott a Károly Egyetemre, ahol csillagászatot, fizikát, optikát, matematikát, és filozófiát hallgatott. Filozófiatanára, csakúgy, mint Edvard Benešnek, Tomáš Garrigue Masaryk volt, aki később Csehszlovákia első elnöke lett. Egyetemi évei alatt tagja, majd elnöke volt a szlovák egyetemistákból álló Detvan Akadémikus Társaságnak, és számos kulturális és elfogult politikai tárgyú cikket publikált prágai folyóiratokban „a magyarok elnyomásától szenvedő szlovákság katasztrofális helyzetéről”.
1904-ben doktori fokozatú filozófiai diplomával és alapos csillagászati ismeretekkel fejezte be az egyetemi tanulmányait.

## Tudományos munkássága
1904. november 18-án Párizsba utazott, s a híres meudoni obszervatóriumban Pierre Janssen professzornak, az asztrofizika egyik megalapítójának irányítása alatt kapott munkát. Štefánik 1905. június 20-a és július 4-e között megmászta a Mont Blanc-t, hogy csillagászati megfigyeléseket végezzen a Napon és a Marson, majd részt vett egy francia expedícióban, amely megfigyelt és leírt egy teljes napfogyatkozást a spanyolországi Alcossebrében. 1906 és 1908 között ő volt a Mont Blanc-i Obszervatórium társigazgatója, de ezt a csillagvizsgálót nem sokkal Pierre Janssen professzor halála (1907) után megszüntették.
1908-tól a francia csillagásztársadalomban szerzett nagy elismertségének köszönhetően azzal bízta meg a francia állam, hogy hozzon létre meteorológiai és csillagászati megfigyelőállomásokat többek közt Oroszország ázsiai területein, Algériában, Türkmenisztánban, Marokkóban, Polinéziában, Tongában, Új-Zélandon, Ausztráliában, a Fidzsi-szigeteken, a Galápagos-szigeteken, Szenegálban, Brazíliában, és Panamában is. Ezek a feladatok részben diplomáciai tevékenységek voltak. 1910-ben kutatásokat folytatott Tahitin a Halley-üstökös áthaladásáról, a francia központi meteorológiai kutatóintézet megbízásából. A szigeten Štefánik egy csillagvizsgálót alapított, amelyet ő is vezetett. A sikeres megfigyeléseknek köszönhetően a tahiti csillagvizsgáló világhírű lett.
1912. július 27-én francia állampolgárságot kapott, majd 1914-ben a Francia Becsületrend lovagjává ütötték. A tudományos pályafutása azonban az első világháború kitörése miatt véget ért.

## Első világháborús szerepe és harca a csehszlovák állam létrehozásáért

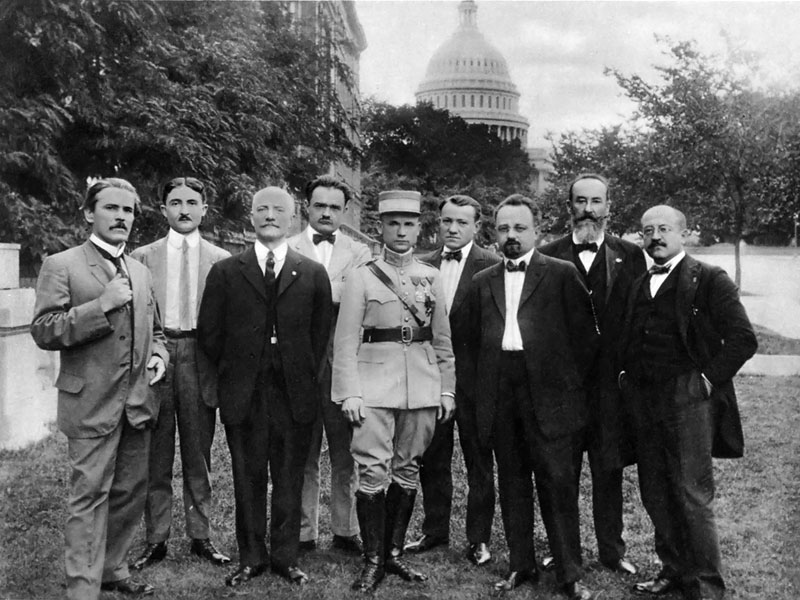
Štefánik Washingtonban

Az első világháború kitörését követően beállt a Francia Idegenlégióba, ahol vadászrepülő pilóta lett és alhadnaggyá avatták. 1915 májusában a szerb frontra vezényelték, ahol összesen 30 bevetésen vett részt ellenséges területen. Határtalan küzdeni akarása majdnem a halálát okozta. Bár életben maradt, a továbbiakban nem vett részt a háborúban pilótaként. 1915 végén visszatért Párizsba, és jelentős szerepet vállalt a francia légierőn belül a meteorológiai szolgálat kiépítésében.
Párizsban megismerkedett Edvard Benešsel, és kapcsolatba lépett Tomáš Garrigue Masarykkal is, akik felvetették neki a történelmi Csehországot és a főként szlovákok által lakott Felvidéket magában foglaló szuverén és demokratikus csehszlovák állam megalapításának elképzelését.
1916 februárjában Párizsban megalakult a Csehszlovák Nemzeti Tanács, amelynek elnöke Masaryk, alelnöke Štefánik és Josef Dürich, titkára pedig Beneš lett. Štefánik tudományos munkásságának köszönhetően bejáratos volt a francia felsőbb körökbe, és így meg tudta szerezni az antant legfontosabb vezetőinek politikai támogatását a csehszlovák függetlenségi törekvésekhez. Ő szervezte meg például Masaryk találkozóját a francia miniszterelnökkel, Aristide Briand-nal.
A Csehszlovák Nemzeti Tanács vezetői 1916-ban elkezdték megszervezni a Csehszlovák Légiót, hogy az antanttal szövetségben harcoljon az Osztrák–Magyar Monarchia, valamint Németország ellen, és a központi hatalmak veresége esetén győztes hadviselő félként fegyverrel el tudja foglalni Csehországot és a Felvidéket.
1916-1918 közt Štefánik mint csehszlovák hadügyminiszter és mint francia katonatiszt Oroszország, Olaszország és Franciaország területén toborzott katonákat az olasz, a szerb és az orosz fronton dezertált cseh és szlovák katonákból, valamint az USA-ba kivándorolt önkéntesekből. Legnagyobb diplomáciai sikere, hogy az antant elismerte a Csehszlovák Nemzeti Tanácsot és a Csehszlovák Légiót szövetséges hadviselő félként, de fontos szerepe volt a kijevi jegyzőkönyv megalkotásában is, amelyet az Oroszországban tartózkodó csehek és szlovákok vezetői, valamint az amerikai Szlovák Liga képviselői is támogattak – ez tartalmazta a közös csehszlovák állam létrehozásának terveit.
1918. június 18-án Georges Clemenceau francia miniszterelnök a csehszlovák kormány hadügyminisztereként dandártábornokká léptette elő.
1918. november 1-jén a Csehszlovák Légió olasz tisztek parancsnoksága alatt megkezdte a Felvidék megszállását, csekély ellenállással találkozva. A csehszlovák hadsereg december utolsó hetében harc nélkül bevonult Eperjesre, Kassára, majd január első napjaiban Pozsonyba. Csehszlovákia 1919. január végére már lényegében elfoglalta az általa Magyarországtól követelt területeket.
1919. január 18-án megkezdődött a versailles-i békekonferencia – kezdeti szakaszában még csak a győztes államok részvételével –, amelyen Csehszlovákia képviseletében Štefánik is részt vett.

## Halálának körülményei

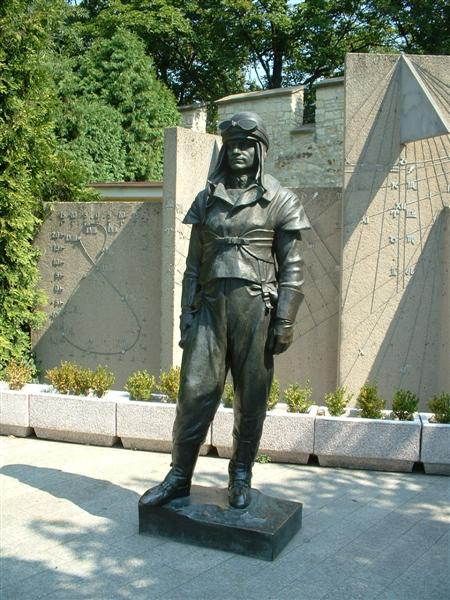
Štefánik szobra Prágában

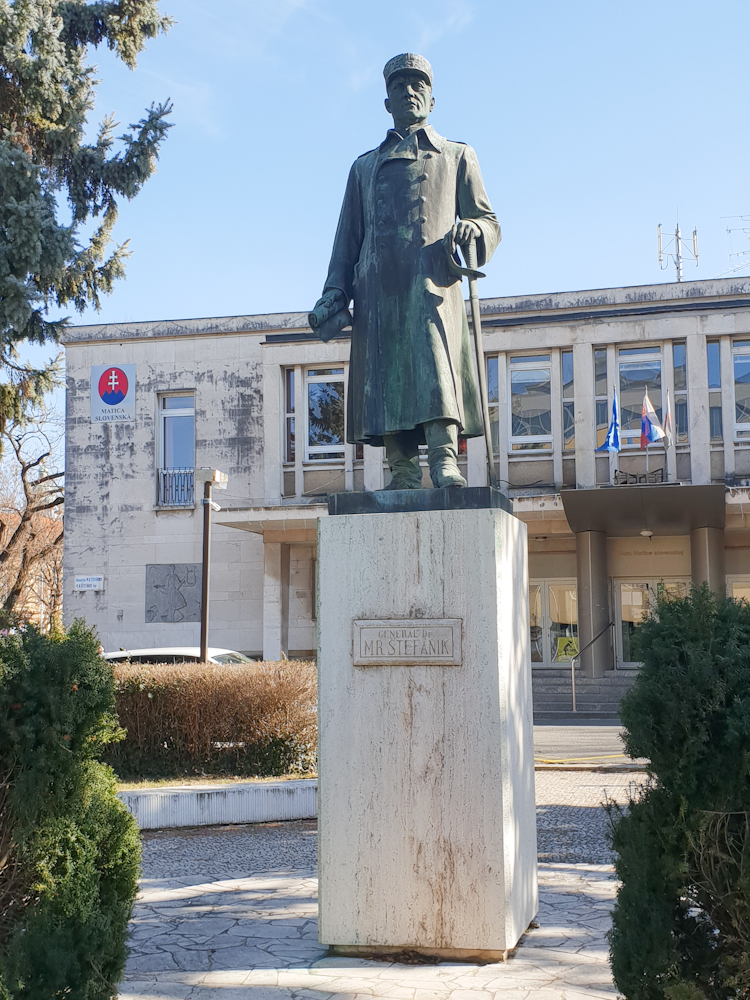
Štefánik szobra Révkomáromban

Štefánik 1919 májusában repülővel utazott Udinéből Pozsonyba, ahol leszállás közben a gép lezuhant, és rajta mindenki életét vesztette. A baleset körülményei a korabeli politikai helyzetben számos különböző híresztelést keltettek. Masaryk és Beneš ugyanis a megvalósulás küszöbén álló új államban politikailag kezdettől fogva háttérbe akarta szorítani a szlovákokat, emiatt – főleg Beneš és Štefánik között – komoly ellentétek voltak.
Az egyik korabeli pozsonyi beszámolókra alapuló verzió szerint az új Pozsony megyei közgyűlés hivatalos beiktató ünnepélyére olasz repülőgéppel érkező Štefánikot zöld-fehér-piros trikolórja miatt magyar repülőnek vélték, s a gépét leszállás közben csehszlovák katonák lelőtték. A repülőtér nagyszámú őrsége puskatüzet zúdított az alacsonyan szálló repülőgépre, amely még lezuhanása előtt kigyulladt. Andrej Hlinka szlovák nacionalista politikus szerint Štefánik gépe sikeresen földet ért, de ahogy kilépett belőle, Edvard Beneš parancsára csehszlovák katonák agyonlőtték.
A Zrínyi Miklós Nemzetvédelmi Egyetem folyóiratában, a Hadtudományi Szemlében 2010-ben közölt tanulmány viszont egy olasz szemtanúra, Martinelli-Scotti hadnagyra hivatkozva azt írja, hogy a repülőgép első leszállási kísérlete sikertelen volt. Átstartolás közben a kerekek érintették a kifutópályát és a gép is megsérült, ami miatt a hűtővíz folyni kezdett. Mielőtt a második leszállási kísérletre sor kerülhetett volna, az egyik motor túlmelegedett és felrobbant, ami a gép azonnali lezuhanását okozta.

## Gyászszertartása és emlékezete

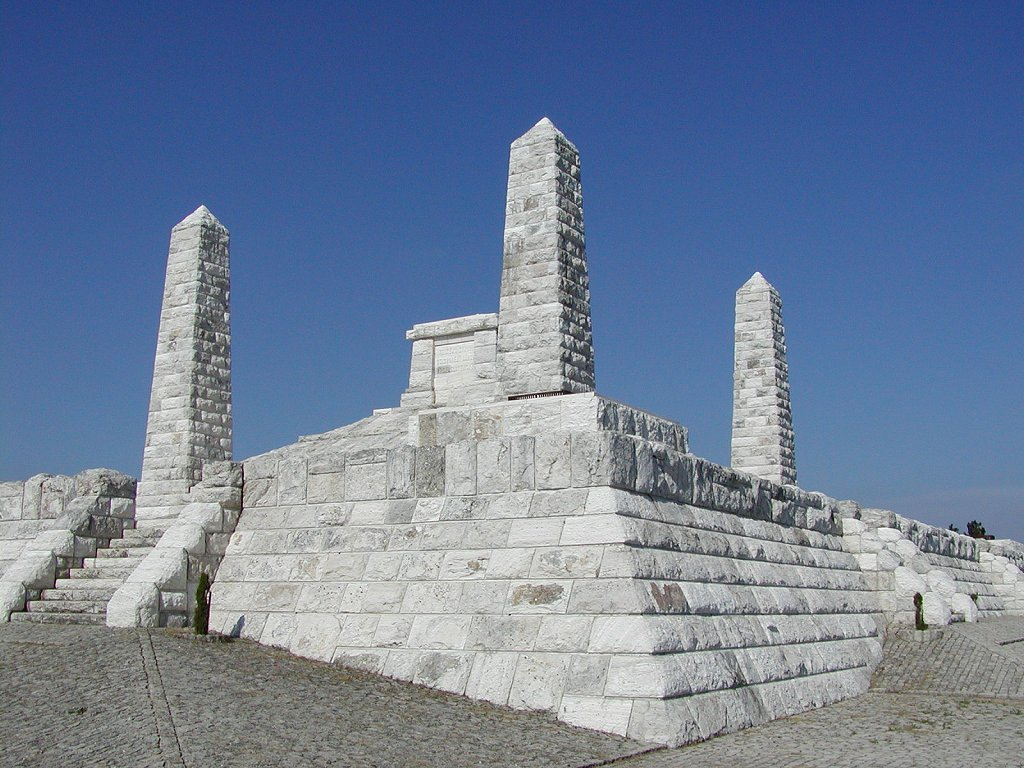
Bradlo

A Národnie noviny (Nemzeti Újság) Štefánik gyászszertartásáról írta:
„Pozsony német és magyar származású lakossága is őszinte érdeklődést mutatott Štefánik generális légi balesete iránt. Ezt nemcsak az utcákon lobogó gyászzászlók, a helyi újságok tiszteletet és szimpátiát sugárzó vezércikkei bizonyítják, hanem a hétköznapi emberek véleménye is amely azt tükrözi, hogy végre kezdik belátni, hogy a szegény szlovákoknak is lehetnek nagy embereik, hőseik. Míg a kormány februári megalakulásakor [az új csehszlovák kormány 1919-es megalakulása] a város tüntetőleg bojkottálta az ünnepségeket, most mindenki talpon volt. A katonák védőkordonján túl, kb. 3 kilométeres körzetben több ezer ember állt, vidékiek nagy tömegeivel megerősítve.”
A temetés előtti napon, 1919. május 9-én, a városatyák koszorút helyeztek el a generális pozsonyi laktanyában felállított ravatalán a következő háromnyelvű (cseh, német és szlovák) felirattal : „Pozsony város mély fájdalma jeléül”; és részvétlátogatást tettek Štefánik édesanyjánál. A ravatalnál Zoch Sámuel, Pozsony megye szlovák kormányzója szlovák nyelvű, Kánya Richárd, az utolsó magyar polgármester pedig német nyelvű beszédet mondott.
Síremléke a Kosaras falu melletti Bradlo dombon található.
1919 és 1945 között nevét viselte a pozsonyi Öreg híd (Štefánikov most). Kassán a Fő utca szintén róla volt elnevezve 1933-tól és 1938-ig, az első bécsi döntésig, valamint 1945 és 1949 között.
Arcképe 1996-tól 2009. január 1-jéig (az euró bevezetéséig) a szlovák 5000 koronás bankjegyen szerepelt.
Pozsonyban emléktáblát avattak 1990-ben a Szlovák Tudományos Akadémia falán.
Kosarason a szülőházánál emlékeznek meg, Misérden 1998 óta áll mellszobra.
Révkomáromban jelenleg a Matica slovenská épülete előtt áll (1990 óta) egész alakos szobra, amelyet a visszacsatolás alatt Besztercebányára menekítettek. Eredetileg 1930-ban állították fel az Anglia parkban.
A pozsonyi repülőtér 1993-tól, az önálló szlovák állam megszületésétől viseli nevét. Liptószentmiklóson 2004 óta működik a Fegyveres Erők Milan Rastislav Štefánik Tábornok Akadémiája.
Mivel a francia hadseregbe francia állampolgársága alapján hívták be, jogilag soha nem szolgált a Csehszlovák Légióban, még posztumusz sem. A csehszlovák hadsereg főparancsnok-helyettesi tisztsége idején is francia katona volt. Francia rendfokozatai a háború idejére szóló ideiglenes és az adott misszióra szóló címzetes jellegűek voltak. Szlovákia 2004-ben a legmagasabb tábornoki rendfokozatot adományozta számára in memoriam.